# Keep It Simple
Keep It Simple je třiatřicáté studiové album severoirského zpěváka-skladatele Van Morrisona, vydané v roce 2008.

## Seznam skladeb
Všechny skladby napsal Van Morrison.
1. "How Can a Poor Boy" - 5:43
2. "School of Hard Knocks" - 3:44
3. "That's Entrainment" - 4:32
4. "Don't Go to Nightclubs Anymore" - 4:31
5. "Lover Come Back" - 5:15
6. "Keep It Simple" - 3:34
7. "End of the Land" - 3:16
8. "Song of Home" - 4:13
9. "No Thing" - 4:31
10. "Soul" - 3:37
11. "Behind the Ritual" - 6:59

## Sestava
- Van Morrison - zpěv, piáno, alt saxofon, akustická kytara, ukulele
- John Platania - kytara
- Mick Green - kytara
- Ned Edwards - kytara, harmonika, doprovodný zpěv
- Sarah Jory - steel kytara, banjo
- Cindy Cashdollar - steel kytara
- Paul Moore - baskytara
- David Hayes - baskytara
- Geraint Watkins - piáno, akordeon
- John Allair - varhany
- Liam Bradley - perkuse
- Tony Fitzgibbon - housle
- Neal Wilkinson - bicí
- Crawford Bell - akustická kytara, doprovodný zpěv
- Katie Kissoon - doprovodný zpěv
- Karen Hamill - doprovodný zpěv
- Margo Buchanan - doprovodný zpěv
- Stevie Lange - doprovodný zpěv
- Jerome Rimson - doprovodný zpěv